# Gerhard Kress
Gerhard Georg Kress (auch Kreß; * 14. Februar 1894 in Reval; † 22. Juni 1936 ebenda) war ein deutsch-baltischer Jurist und Politiker.
Kress war der Sohn des Kaufmanns Karl Kress und dessen Ehefrau Ellen geborene Kollmann. Kress besuchte das Nikolai-Gymnasium in Reval und studierte von 1912 bis 1916 Rechtswissenschaften in der Kaiserlichen Universität Dorpat. Ab 1916 war er Cand. jur. in Moskau. Seit 1916 war er Rechtsanwaltsgehilfe und seit 1918 Stadtsekretär in Dorpat. Er heiratete am 18. Mai 1918 in Reval Herta Schimkewitsch. Von 1918 bis 1920 war er Soldat im Baltenregiment. Ab 1922 war er vereidigter Rechtsanwalt und gleichzeitig Stadtverordneter in Dorpat. 1923 wurde er Präsident der Deutsch-baltischen Partei in Estland, für die er von 1923 bis 1924 Abgeordneter in der Estländischen Staatsversammlung war. Von 1924 bis 1927 stand er als Präsident dem Schwarzhäupter-Club vor. Von 1925 bis 1931 war er Ratsmitglied des Estländischen Deutschen Kulturrats. Er war Direktor der Estländischen Pharmazeutischen Handelsgesellschaft und seit 1933 Verwaltungsdirektor der Nordischen Papier- und Zellstoffwerke.